# Mühlenberger Markt (Stadtbahn di Hannover)
La stazione di Mühlenberger Markt è una stazione sotterranea della Stadtbahn di Hannover.

## Movimento
La stazione è posta sul tracciato A, ed è servita dalle linee 3 e 7.